# Герхард VIII фон Бланкенхайм
Герхард VIII фон Бланкенхайм (на немски: Gerhard VIII (VII) von Blankenheim; * между 1342 и 1343; † между 28 януари и 14 юли 1406) е от 1377 г. господар, от 1380 г. първият граф на Бланкенхайм в Айфел.

## Произход и наследство
Той е най-възрастният син на Герхард VII фон Бланкенхайм († 1377) и съпругата му Йохана дьо Комерци фон Саарбрюкен († 1375/1376), дъщеря на граф Симон фон Саарбрюкен-Комерци († 1325) и баронеса Маргарета Савойска († 1313), дъщеря на барон Луи I от Ваат († 1302) и втората му съпруга Жана дьо Монфор († 1300). Брат е на Арнолд (VI) (* 1345; † 1374), Йохан (* пр. 1353; † сл. 1379) и на Фридрих († 1423), който е епископ на Страсбург (1375 – 1393) и на Утрехт (1393 – 1423).
След смъртта му през 1406 г. умира старата графска линия фон Бланкенхайм по мъжка линия. Зет му Вилхелм фон Хайнсберг, съпругът на дъщеря му Елизабет, наследява титлата граф на Бланкенхайм.

## Фамилия
Герхард VIII фон Бланкенхайм се жени на 30 ноември 1379 г. за Елизабет фон Изенбург-Браунсберг-Вид († 22 май 1426), дъщеря на Вилхелм I фон Изенбург-Браунсберг-Вид († 1382/1383) и принцеса Йохана фон Юлих († 1362). Те имат три дъщери.
- Йоханета († пр. 24 юни 1392), омъжена пр. 21 февруари 1391 г. за граф Рупрехт IV фон Вирнебург († 1444), губернатор на Люксембург, син на граф Адолф фон Вирнебург († 1391) и Юта фон Рандерат († 1407)
- Елизабет († сл. 22 юли 1459), омъжена пр. 21 декември 1407 г. за Вилхелм фон Хайнсберг (* пр. 1399; † 24 април 1438/1439), син на Йохан II фон Юлих-Хайнсберг († 1438) и първата му съпруга Маргарета фон Генеп († 1419). Нейният съпруг става 1407 г. граф на Бланкенхайм.
- Анна (Йохана) († сл. 1421), омъжена I. сл. 1399 г. за Фридрих II фон Томберг († 5 май 1419); II. 1421 г. за Йохан II фон Шлайден († пр. 25 май 1443)